# Minimum Oorta

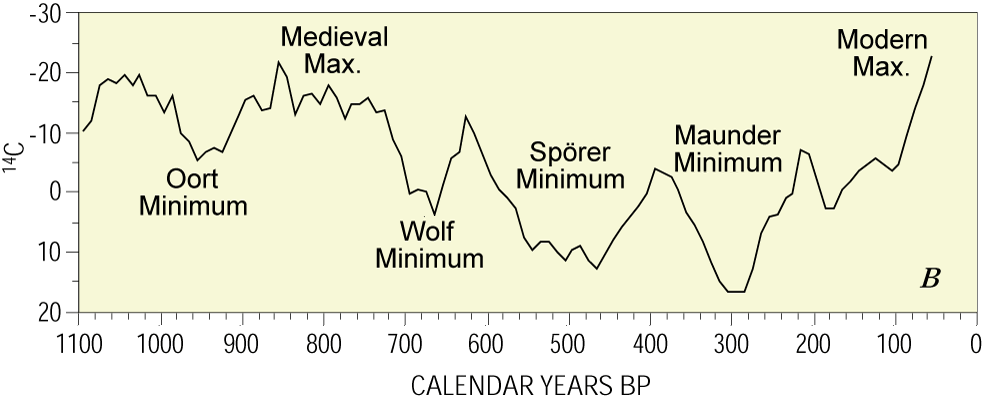
Zmiany aktywności Słońca zapisane w produkcji węgla C-14

Minimum Oorta – okres małej aktywności słonecznej, trwający od około 1010 do 1050 roku, wyznaczony na podstawie szacowanych zmian liczby plam słonecznych.
Minimum Oorta jest okresem krótkotrwałego ochłodzenia w czasie optimum średniowiecznego. Pomimo spadku temperatur, utrzymywały się one na poziomie wyższym o ok. 1,5 °C niż obecnie.